# Guibourtia

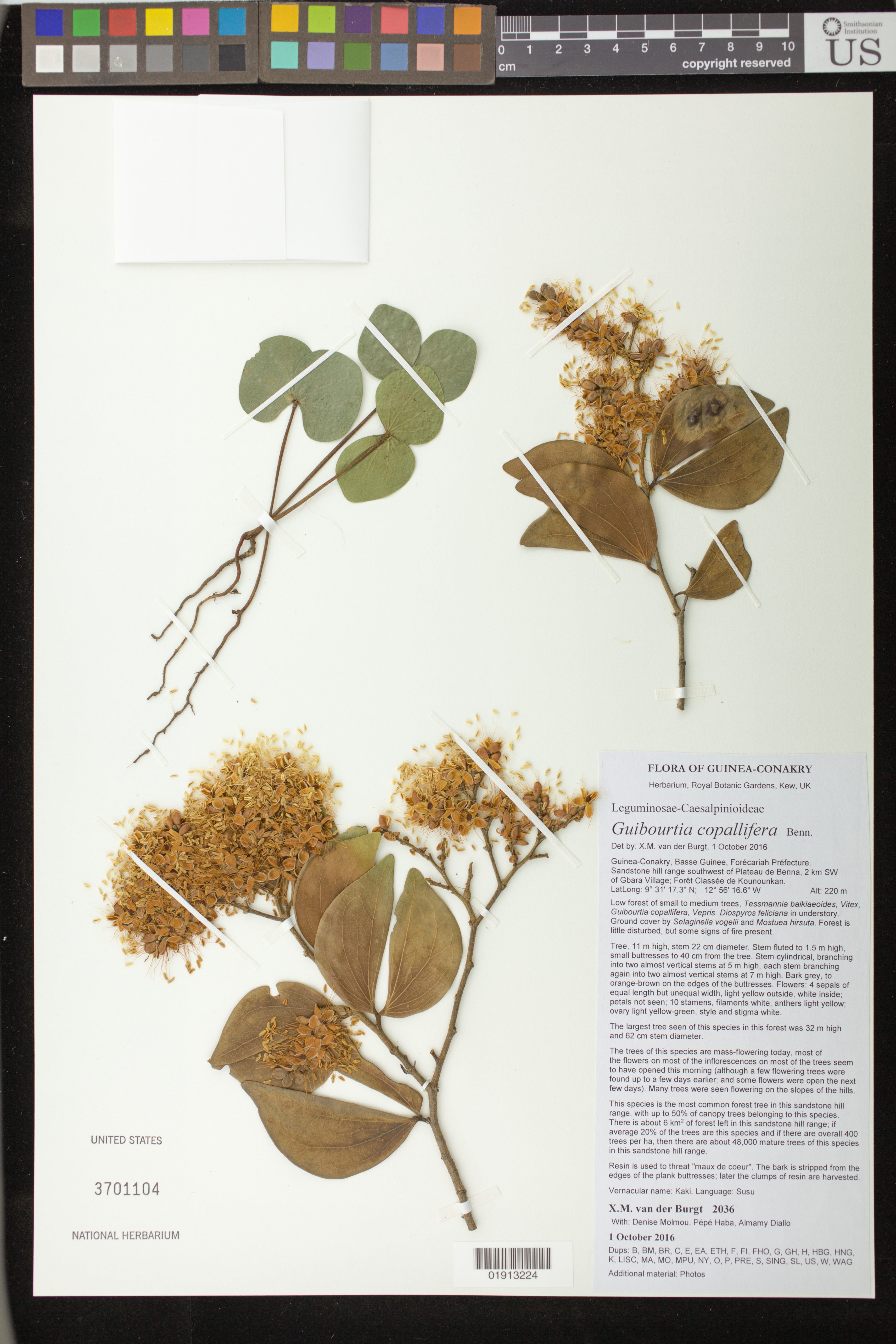
Herbářová položka Guibourtia copallifera

Guibourtia je rod rostlin z čeledi bobovité. Jsou to stromy a keře se střídavými dvojčetnými listy a bezkorunnými květy v latovitých květenstvích. Plodem je plochý, jedno nebo dvousemenný lusk. Rod zahrnuje 15 druhů a je rozšířen v tropické Africe, Karibiku a Jižní Americe.
Stromy rodu Guibourtia jsou významným zdrojem kvalitního, tvrdého a dekorativního dřeva (bubinga, ovangkol, mutenye), používaného zejména v truhlářství a k výrobě hudebních nástrojů. Některé druhy jsou zdrojem pryskyřice kopálu nebo mají využití v domorodé medicíně.

## Popis
Zástupci rodu Guibourtia jsou beztrnné, stálezelené nebo opadavé, nízké až vysoké stromy dorůstající výšky až přes 65 metrů (Guibourtia tessmannii), případně keře. Listy jsou střídavé, složené z jednoho páru vstřícných, asymetrických lístků nebo výjimečně jednolisté. Lístky jsou na ploše většinou tečkované průsvitnými žlázkami. Palisty jsou drobné, volné a brzy opadavé. Květy jsou oboupohlavné, stopkaté nebo přisedlé, s dužnatým terčem, uspořádané v latách či klasech skládajících složené laty.
Kalich se skládá ze 4 kališních lístků, koruna chybí. Tyčinek je většinou 10 (8 až 12) a mají volné nitky. Jednoplodolistový, stopkatý nebo přisedlý semeník obsahuje většinou 2 (1 až 4) vajíčka a nese protáhlou čnělku zakončenou hlavatou bliznou. Plodem je okrouhlý až eliptický, zploštělý, více či méně stopkatý, kožovitý nebo tenkostěnný lusk. Plody buď pukají jedním švem nebo jsou nepukavé. Obsahují jedno až dvě velká semena obalená dužnatým míškem.

## Rozšíření
Rod zahrnuje 15 druhů a je rozšířen v tropické Africe, Karibiku a Jižní Americe. V Africe sahá areál od tropické západní Afriky na východ po Konžskou demokratickou republiku a Tanzanii a na jih po Namibii a severovýchod Jihoafrické republiky. V Americe rostou pouze dva druhy. Guibourtia chodatiana je rozšířena ve východní a střední Brazílii, Bolívii a Paraguayi, Guibourtia hymenaeifolia je endemit Kuby. V některých zdrojích jsou však oba americké druhy shrnovány do druhu G. hymenaeifolia.
Zástupci rodu Guibourtia rostou v nížinných tropických deštných lesích, sezónně suchých lesích, buši a křovinné vegetaci. Často se vyskytují v blízkosti vodních toků a na písčitých půdách. Někdy rostou i na bažinatých nebo sezónně zaplavovaných stanovištích.

## Ekologické interakce
Květy jsou opylovány zejména včelou medonosnou a jinými druhy včel. Plody se šíří větrem, semena jsou však opatřena míškem a lze proto předpokládat podíl živočichů na jejich šíření.

## Taxonomie a původ
Rod Guibourtia je v rámci čeledi Fabaceae řazen do podčeledi Detarioideae a tribu Detarieae.
Mezi příbuzné rody náleží Hymenaea (22 druhů v tropické Africe a Americe) a Peltogyne (24 druhů v tropické Americe). Podle výsledků fylogenetických studií je zřejmě rod Guibourtia parafyletický, neboť ve svém vývojovém stromu obsahuje vývojovou větev rodu Hymenaea.
Počet druhů udávaných z tropické Ameriky byl v minulosti značně neustálený a pohyboval se v rozsahu od jednoho (G. hymenaeifolia s.l.) po několik druhů. Ve studii vydané v roce 2017 byly jako platné uznány dva: Guibourtia chodatiana z Jižní Ameriky a druh Guibourtia hymenaeifolia, rozšířený na Kubě.
Rod Guibourtia je afrického původu. K přenosu do Ameriky přes Atlantský oceán došlo asi před 11,8 milióny let, tedy v období středního miocénu. K diverzifikaci tří afrických hlavních vývojových linií došlo rovněž v průběhu miocénu v souvislosti se změnami klimatu.

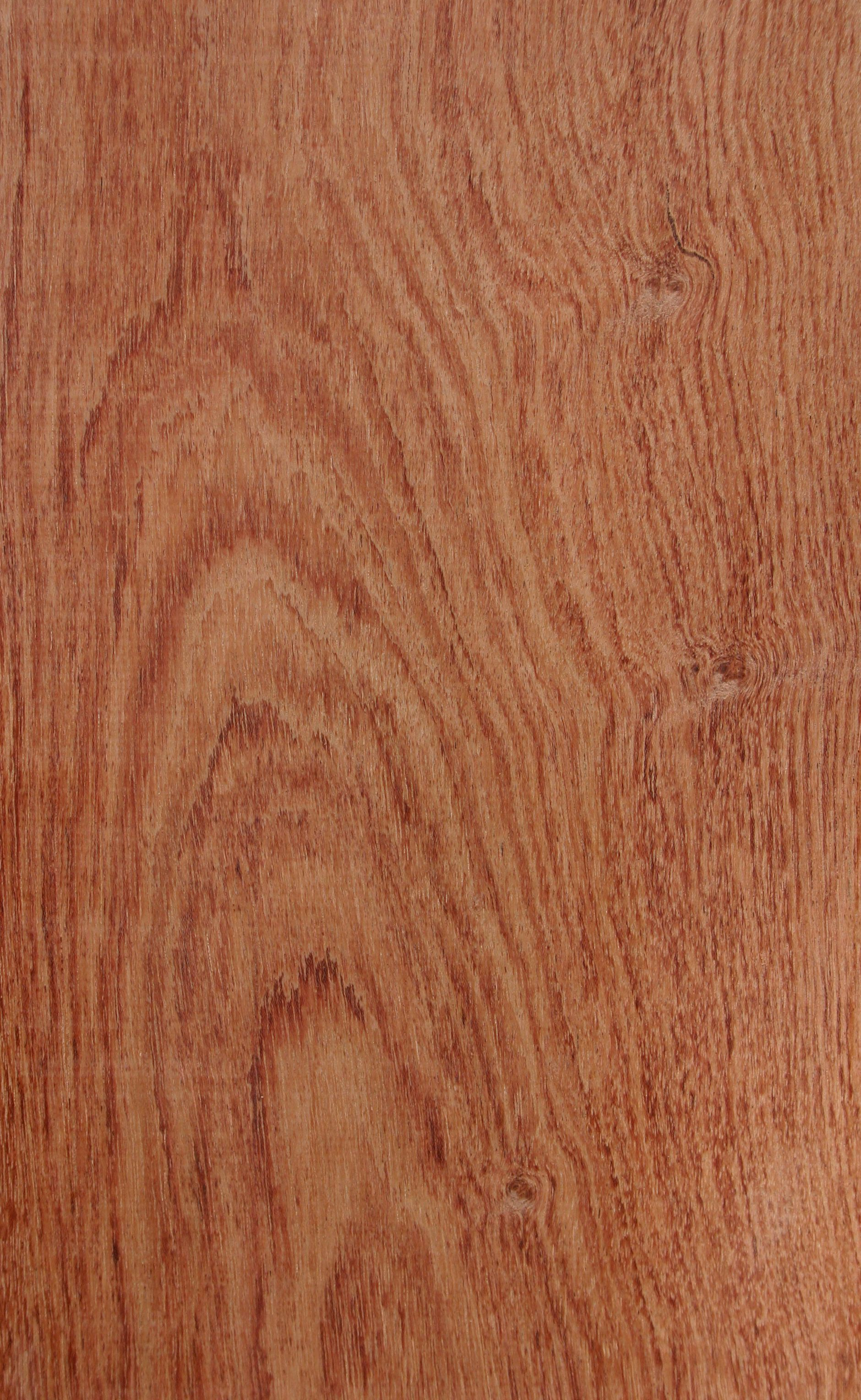
Dřevo Guibourtia coleosperma

## Význam
Stromy rodu Guibourtia jsou významné jako zdroj kvalitního a ceněného dřeva, které je využíváno zejména v soustružnictví a truhlářství k výrobě jakostního nábytku, obkladů, dýh a hudebních nástrojů. Někdy se používá jako náhrada za ořech či mahagon.
Jádrové dřevo bývá tvrdé a těžké, růžové až hnědočervené, s dekorativní jemnou až středně hrubou texturou, jasně oddělené od světlé běli. Mezi nejvýznamnější
z těchto dřev náleží bubinga (Guibourtia demeusei, G. pellegriniana, G. tessmannii), ovangkol (G. ehie) a mutenye (G. arnoldiana).
Ekonomicky významné jsou také druhy G. coelosperma a G. copallifera. Pláty z robustních kmenů G. coelosperma se používají k výrobě stolů.
Americké druhy Guibourtia hymenaeifolia a G. chodatiana mají rovněž velmi tvrdé a trvanlivé dřevo, používané ve stavebnictví a truhlářství k výrobě luxusního nábytku, podlah, palub a pod.
Semena africké Guibourtia coleosperma jsou jedlá. Domorodci je zpravidla upečou ve žhavém popelu a rozdrtí na pastu, kterou pak znovu vaří. Míšek ze semen slouží k přípravě polévky.
Některé druhy, zejména Guibourtia copallifera, G. demeusei a G. conjugata, jsou zdrojem pryskyřice známé jako kopál.
Kůra druhu Guibourtia coleosperma je ceněná jako prostředek k léčení zranění a kožních chorob. Aplikuje se ve formě pasty přímo na postižené místo.
Odvar z kůry Guibourtia tessmannii se používá na potlačení projímavého účinku šťávy z pryšce Euphorbia kamerunica.
Nálev z listů Guibourtia coleosperma se podává při těžkém kašli, na kašel se konzumují i mladé listy. Ve veterinární medicíně se rozdrcené listy a větévky přidávají do vody na pití slepicím při Newcastleské nemoci.

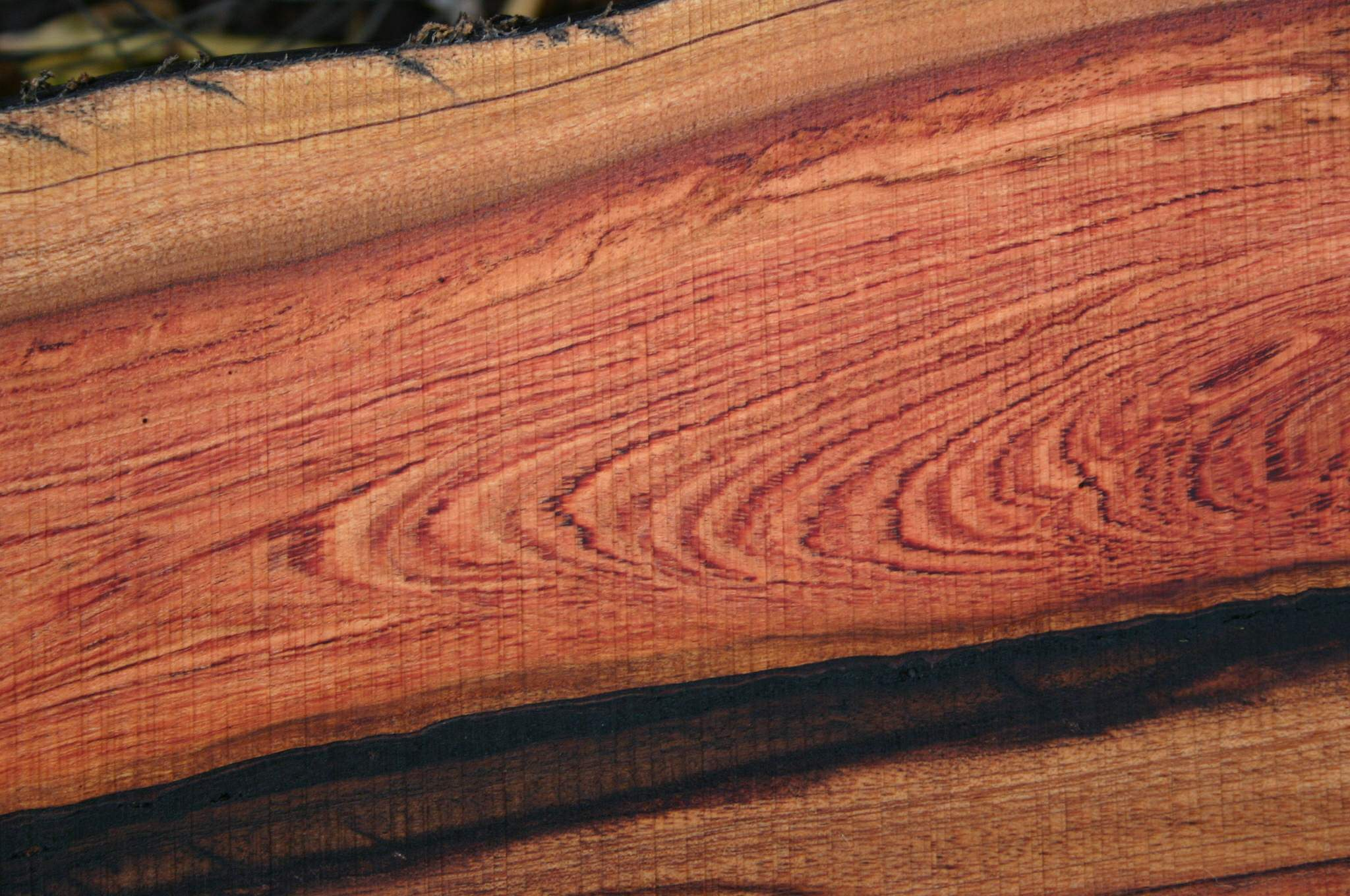
Vzorek dřeva Guibourtia coleosperma
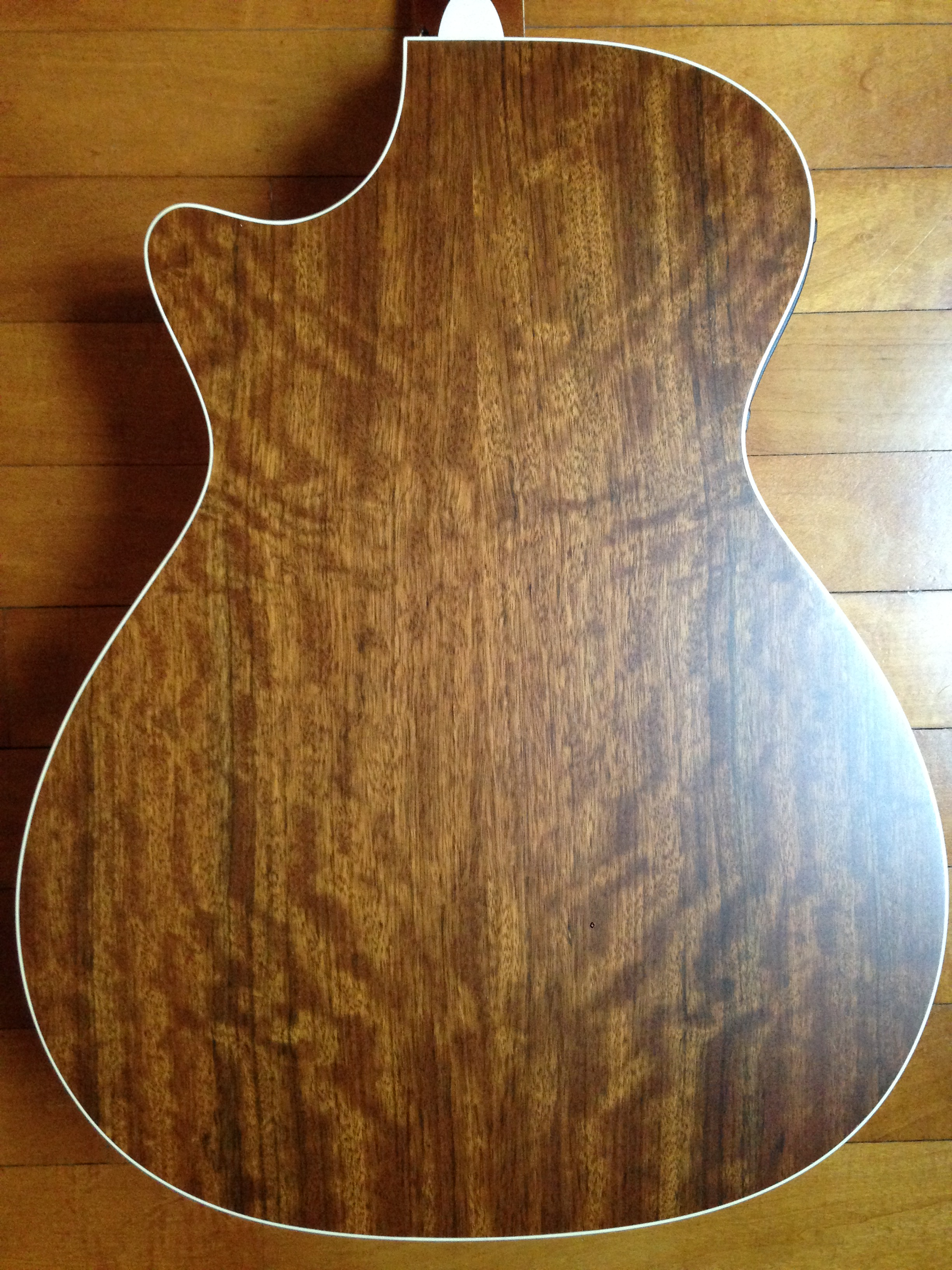
Kytara vyrobená ze dřeva Guibourtia